# حمض الأمينوليفيولينيك
حمض الأمينوليفيولينيك (أو حمض الدلتا-أمينوليفيولينيك أو حمض 5-أمينوليفيولينيك) هو المركب الأول في مسار اصطناع البورفيرين (المسار الذي يؤدي لتكويت الهيم في الثدييات والكلوروفيل في النباتات).